# Epomophorus
Epomophorus là một chi động vật có vú trong họ Dơi quạ, bộ Dơi. Chi này được Bennett miêu tả năm 1835. Loài điển hình của chi này là Pteropus gambianus Ogilby, 1835.

## Hình ảnh

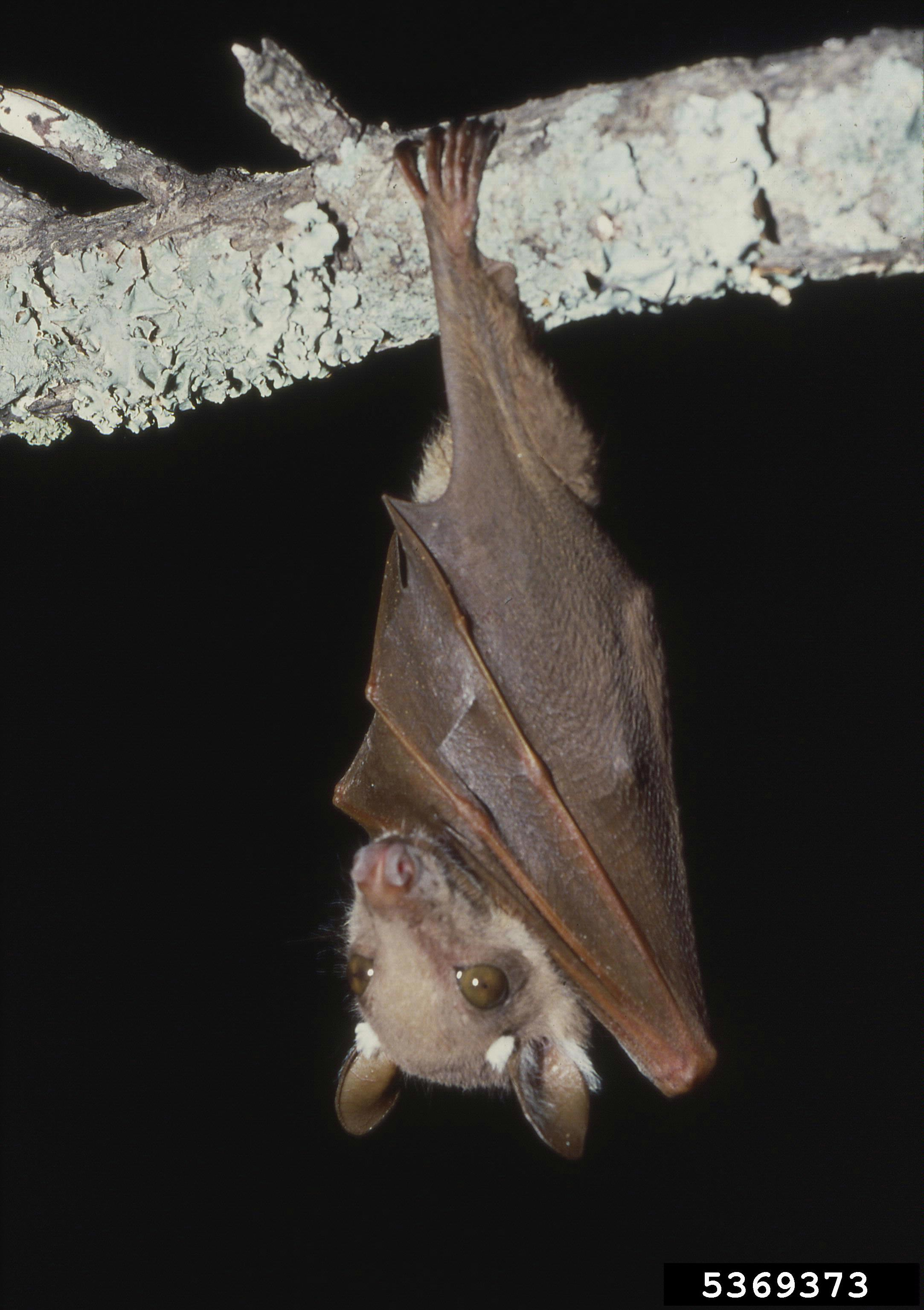
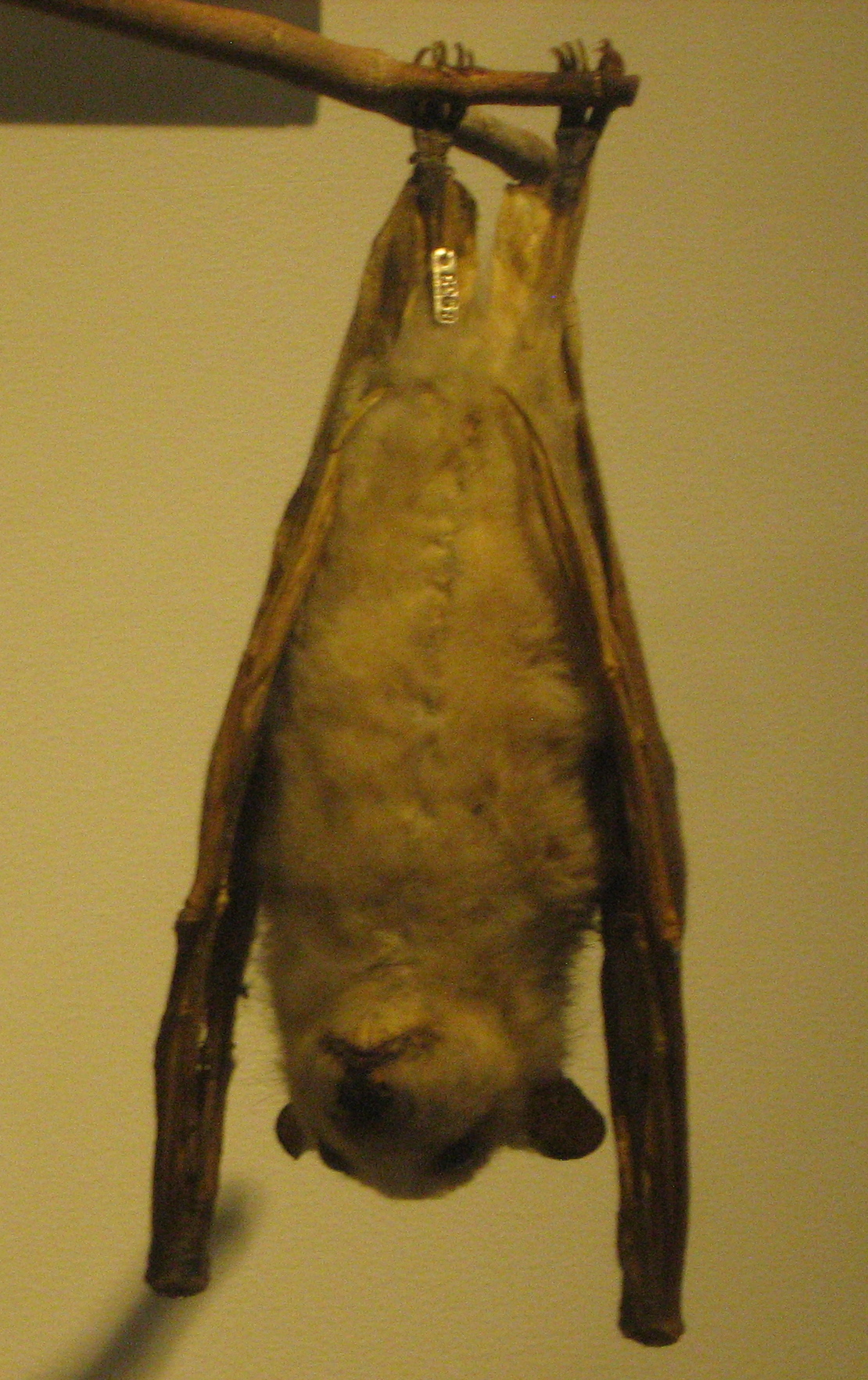

## Các loài
Chi này gồm các loài: